# Fausta Deshormes La Valle
Fausta Deshormes La Valle  (nacida como Fausta La Valle, el 20 de febrero de 1927 en Nápoles, Italia) fue una periodista y licenciada en derecho conocida por su apoyo al proceso de integración europea, al concretar el proyecto de información sobre las Comunidades Europeas en las Universidades mediante la creación de los primeros Centros de Documentación Europea. También formó parte del Gabinete del Vicepresidente de la Comisión, Carlo Scarascia a cuyas órdenes creó el Servicio de Prensa e Información de la Mujer que dirigió hasta 1992, año en que fue nombrada miembro honorario de la Comisión Europea. Más de 400 universidades en toda la Unión Europea se benefician de su idea. Se puede considerar como una de las “Madres de Europa”.

## Familia y primeros años
Fausta, hija de Renato La Valle y Mercedes Trotta, nació en Nápoles el 20 de febrero de 1927. Ella y su hermano, Raniero La Valle, heredaron la pasión por el periodismo de sus padres a una temprana edad.
Se lincenció en Derecho y trabajó en revistas como L'Universitario (1945-1946), Annali Ravasini (1946-1951), Ricerca (1951-1955) y, antes de trasladarse a Bruselas, para Giovane Europa (1955-1958). Siendo redactora jefa de Giovane Europa - una revista relacionada con la Campaña Europea de la Juventud, una organización financiada por el Comité Americano para la Europa Unida - asistió a la firma del Tratado de Roma en 1957. En ese mismo periodo, conoció a Philippe Deshormes (Secretario de la Campaña Europea de la Juventud) y se casaron en 1958.

## Edad adulta y aportaciones al proceso de integración europea
Tras casarse, Fausta y su marido se trasladaron a París y, finalmente, a Bruselas; donde en 1961 fue contratada en la División de Asesoramiento Académico y Aprendizaje de Adultos, en el Servicio de Comunicaciones de la Comunidad Europea (posteriormente denominada Dirección).
En 1960, dentro del equipo de trabajo de Jean Moreau, Fausta comienza a pensar cómo dar información sobre integración europea en las universidades. Esto era un tema importante, ya que en 1961 se había dado cuenta de una notable carencia: “había muchos estudiantes federalistas y ‘europeistas’ como se conocían en Italia, que querían comenzar sus tesis doctorales sobre la integración europea. Preguntaron a sus profesores, fueron a sus bibliotecas y no encontraron nada. Así que lo primero que hice fue enviar documentación a las universidades.”
En este momento, la Comunidad Europea del Carbón y del Acero (CECA) empezaba a enviar documentación a las bibliotecas nacionales y regionales, denominándolas bibliotecas depositarias, pero que, por su propia normativa y horarios no cubrían todas las necesidades de acceso, especialmente de los jóvenes universitarios, ya que estaban en muchos casos alejadas de los campos universitarios.
Ante esta necesidad, Fausta ideó un proyecto piloto aplicado a universidades italianas, apoyándose en su amistad con Antonio Tatti, que era el encargado de las cuestiones académicas y relación con los jóvenes en la Representación de la Comisión en Roma. “Antonio tenía la misma visión y pasión en su trabajo que Moreau, y muy buenas relaciones con el mundo académico”. Otro apoyo importante fue conseguir la colaboración de la Società Italiana per l'Organizzazione internazionale (SIOI). “Comenzamos a reunirnos con algunas facultades italianas con el fin de crear Centros de Documentación Europea que se llamaban EDC.”
Fausta recordaba en una entrevista que se le hizo: “Empecé en 1962 y en 1967 ya había cientos de EDCs en todos los Estados de las Comunidades Europeas” que en esa época sumaban 6 estados (Bélgica, República Federal de Alemania, Francia, Italia, Luxemburgo y Países Bajos). En 1967 creó la publicación “Nouvelles Universitaires”.
Así, en 1963 comenzaron a funcionar los primeros Centros de Documentación Europea, a los que se enviaba documentación que apoyaba a los universitarios que realizaban tesis doctorales sobre integración europea. De hecho, la CECA creó un premio a la mejor tesis doctoral en estos temas. El trabajo avanzó “creamos redes de becas, visitas a instituciones, subvenciones para tesis, para seminarios…” ofreciendo estas oportunidades a alumnos, jóvenes en edad universitaria y profesores. Incluso en Gran Bretaña, antes de su incorporación en 1973 “algunas universidades nos escribían espontánea y probablemente habría ya CDEs. Recuerdo antes de la adhesión el de Sussex”.
En 1976 fue nombrada jefa de la Oficina de Información de la Mujer, creada en la Dirección General de Información.
Entretanto, también gracias al interés suscitado por el Año Internacional de la Mujer en 1975, la Comisión Europea creó una oficina destinada a potenciar el trabajo de la mujer dentro de la DG de Asuntos Sociales, dirigida por Jacqueline Nonon.
La Oficina de Información de la Mujer publicó a partir de 1977 una revista, "Mujeres de Europa", complementada por algunos suplementos monográficos, que posteriormente pasaron a llamarse "Cuadernos". “Mujeres de Europa” se convirtió en una especie de revista oficial para las mujeres, que recogía todas las noticias e información sobre la vida institucional-política de la CEE y el desarrollo de los movimientos feministas en los Estados miembros. Esta red de conocimiento y solidaridad reunía a mujeres de todos los países de la Comunidad y representó el principal canal para reducir la brecha entre Europa y las mujeres europeas.
Además, la Unidad de Información para la Mujer ha construido una conciencia política femenina europea, movilizando una gran campaña de sensibilización para animar a las mujeres a votar y, sobre todo, a votar por las mujeres en las primeras elecciones por sufragio universal directo para el Parlamento Europeo, celebradas en junio de 1979.
Fausta promovió, ayudada por su talento innato para establecer redes, muchas iniciativas para aumentar el interés de las mujeres hacia la Comunidad Europea. Entre las más relevantes, figuran: la organización de la primera "Conferencia para mujeres elegidas como autoridades locales y regionales", celebrada en Pisa en 1983, y el Lobby Europeo de Mujeres, fundado en Bruselas en 1990. También derivan de su creatividad el famoso eslogan utilizado por la Comisión Europea "Las mujeres, una oportunidad para Europa. Europa, una oportunidad para las mujeres", y el concurso de carteles "Las mujeres votan por Europa", utilizado para las elecciones europeas de 1979.

## Fallecimiento y años posteriores
Fausta murió en Roma el 2 de febrero de 2013. Durante su conmemoración el 4 de abril de 2013 en la Capilla de la Resurrección de Bruselas, Jacqueline De Groote la recordó así:
"Fausta ha cambiado la vida de las mujeres en Europa y ciertamente ha cambiado la mía. Hay Padres Fundadores de Europa, pero ella merece el título de Madre de Europa."
En el mes de marzo de 2013, justo un mes después del fallecimiento de Fausta Deshormes, el Pan-European Working Group (PEWG), formado por un grupo de Centros de documentación Europea y promovido por la DGCOMM de la Comisión, realizó una encuesta entre toda la red de CDEs sobre el tema: “Las oportunidades para el trabajo de los CDEs en el siglo 21”. La encuesta centra su contenido en el reto que ahora mismo está asumiendo el 41% de los CDEs que han participado: ser activos en las redes sociales, los nuevos canales de comunicación y de información.
En plena transformación del mundo de las bibliotecas, los Centros de Documentación Europea se están reinventado, asumiendo nuevos roles y cambiando el paradigma de la información, de camino entre el papel a lo electrónico (Berlín. PEWG. Junio 2013).
Otro ejemplo de ello es la participación de 20 Centros de Documentación Europea en el Archivo Digital España Unión Europea, un repositorio que recoge el proceso de integración de España en la UE y la producción científica de las universidades sobre la UE.

## Premios y distinciones
- Premio "Mimosa d'Argento", del Consejo de Mujeres de Roma (1984).
- Premio "Minerva" (1986).
- Medalla de Oro de la Fundación Dragan (1992).
- Trofeo del Consejo Nacional de Mujeres italianas (1992).
- Premio "Europe et Liberté" (1992).

## Frases célebres
- Una nueva Europa surge (…) Las mujeres son ahora conscientes de ser europeas. Las mujeres de Europa – un espejo de las iniciativas e intereses de las mujeres – también han demostrado su compromiso con el proceso de integración europea, visto como un proyecto global.[1]
- La Oficina se creó a finales de 1976 y empezó sus actividades en 1977. Fue el inicio de una aventura extraordinaria. Por primera vez, una Institución Europea establecía una estructura informativa orientada hacia la opinión pública de las mujeres.[2]
- Lo que me gustaría contar es el proceso de transformación de las “Mujeres de Europa” y cómo se convirtió en un ejemplo de vehículo de comunicación orientado al desarrollo de la participación en la vida urbana, social y política (…) El aspecto más importante es que las “Mujeres de Europa” pronto se convirtió en un “anillo de solidaridad”, un espejo de la creatividad de las mujeres, un tesoro ilimitado de mujeres y experiencias, “una ventana a Europa”, como nos escriben muchas de nuestras lectoras (y también lectores).[3]